# Berlin Jungfernheide
Berlin Jungfernheide – stacja kolejowa na północnym zachodzie Berlina, w dzielnicy Charlottenburg-Nord, w okręgu administracyjnym Charlottenburg-Wilmersdorf, obsługująca pociągi regionalne i S-Bahn. Pod dworcem znajduje się stacja linii metra U7.

## Dworzec regionalny i S-Bahn

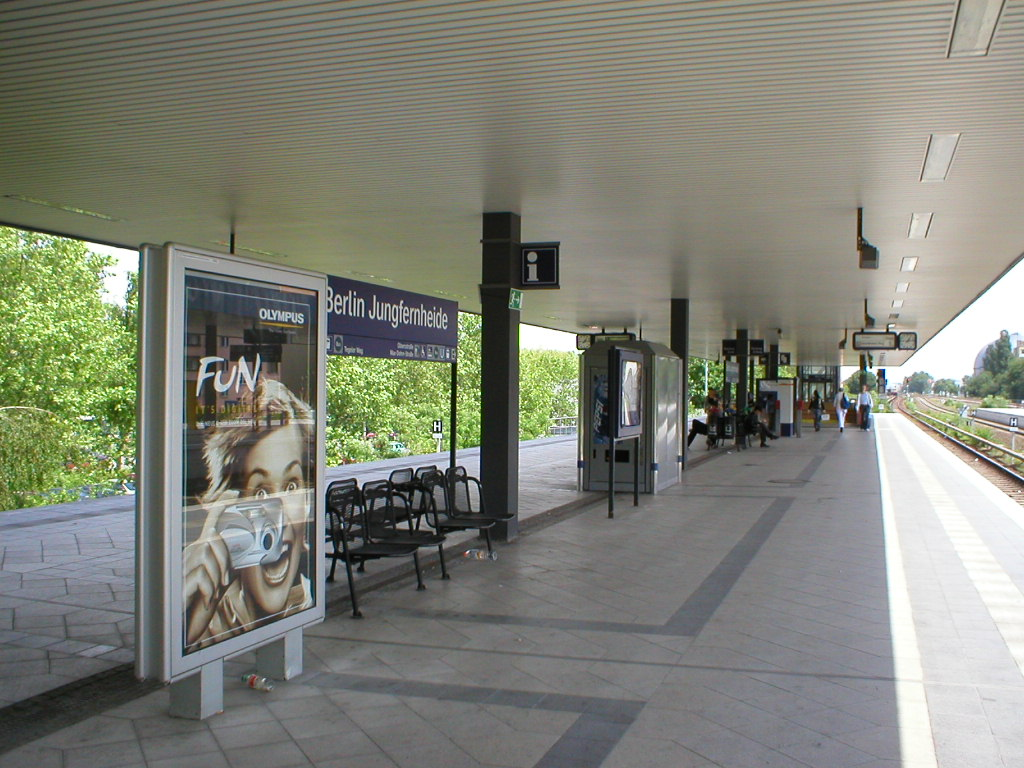
Peron S-Bahn

Kolej obwodowa w Berlinie powstała w latach 1871–1877 w kilku etapach na skutek decyzji króla Prus Wilhelma I. Linia przebiegała w okolicy miejscowości Jungfenheide (ówcześnie pisanej Jungfernhaide), lecz dopiero w 1894 zbudowano tu przystanek z peronem wyspowym (wprowadzenie do ruchu 1 maja 1894). Ponieważ od 1908 kursowały tędy również pociągi z Lehrter Bahnhof do zachodnich przedmieści (Wustermark, Nauen i inne), dobudowano do istniejącego peronu (określanego odtąd literą A) drugi, peron B.
W latach 20. stopniowo zelektryfikowano koleje podmiejskie, włączając je w system S-Bahn. Na dworcu Jungfernheide miało to miejsce w 1929. Rok ten miał jednak przede wszystkim znaczenie dla dworca z uwagi na budowę trzeciego peronu. Zakłady Siemensa sfinansowały budowę odgałęzienia S-Bahn do zespołu swych zakładów i osiedli, które łączyło się na dworcu Jungfernheide z resztą sieci. Na wschód od dotychczasowych peronów powstał peron C, otwarty 15 listopada 1929. Pociągi nadjeżdżające z nowej linii kolejowej zatrzymywały się na dworcu dwa razy, przy peronie B i potem 200 m dalej przy peronie C, aby umożliwić przesiadkę przez peron w obu kierunkach kolei obwodowej.
W czasie II wojny światowej pociągi kursowały do kwietnia 1945. Już w czerwcu 1945 zatrzymywały się na stacji pierwsze pociągi ciągnięte przez lokomotywę parową, a w sierpniu pociągi elektryczne. W 1951 zelektryfikowano także tory przy peronie A, wraz z linią S-Bahn Jungfernheide – Spandau.
Wskutek bojkotu S-Bahn w Berlinie Zachodnim liczba pasażerów gwałtownie spadła, zbudowano za to wiele nowych linii metra, m.in. do Spandau. Z tego powodu zburzono zbędny już peron C, poszerzając peron B, który miał otrzymać bezpośrednie połączenie z metrem. Jednak po strajku kolejarzy we wrześniu 1980 linia S-Bahn została całkowicie zamknięta, Deutsche Reichsbahn obsługiwała odtąd jedynie szczątkową sieć w śródmieściu.
Między 31 maja 1992 a 26 czerwca 1994 uruchomiono dworzec jako prowizoryczny punkt końcowy pociągów regionalnych do Nauen, następnie przeniesiono je na Westkreuz, aby umożliwić renowację i reaktywację kolei obwodowej. Po wieloletnim remoncie otwarto ją 15 kwietnia 1997 dla pociągów S-Bahn, po 17 latach przerwy. Sam dworzec został zbudowany właściwie od podstaw w miejscu poprzedniego. Od 1999 linię przedłużono o dwie stacje na wschód, do stacji Westhafen, a w 2002 uruchomiono całą Ringbahn.
Od 28 maja 2006, wraz z uruchomieniem grzyba kolejowego, na dworcu zatrzymują się ponownie pociągi regionalne – linia przyspieszona RE4, przeciętnie raz na godzinę i kierunek.

## Stacja metra
Stacja metra Jungfernheide została otwarta 1 października 1980 wraz z odcinkiem linii U7 Rohrdamm – Richard-Wagner-Platz. Planowano możliwość przesiadki na S-Bahn, lecz wstrzymano na niej ruch dwa tygodnie przed otwarciem stacji metra. Stację, jak wiele innych w tym czasie, zaprojektował architekt Rainer Gerhard Rümmler. Ściany zatorowe zdobione są wielobarwnymi kwiecistymi wzorami, jednak ze względu na słabe oświetlenie stacja wydaje się bardzo ciemna.
Stacja nie jest zwykłym dworcem szlakowym, poza możliwością przesiadki na naziemną kolej ma umożliwiać ona w przyszłości przesiadkę na kolejną linię metra na lotnisko Tegel oraz Dworzec Główny. W tym celu zbudowano stacje z dwoma peronami położonymi jeden nad drugim, z czego zachodnia jest używana przez linię U7, wschodnia zaś jest odgrodzona siatką. W przyszłości ma tędy kursować przedłużenie linii U5.
Po odbudowie S-Bahn na Ringbahn istnieje bezpośrednie przejście z metra na jej stację, od 2006 także na ponownie otwarty dworzec regionalny.
| Berlin Jungfernheide                 |  |                                |
| Linia Berlin – Hamburg (5,7 km)      |  |                                |
| Berlin Hauptbahnhofodległość: 5,7 km |  | Berlin-Stresow odległość: 6 km |
| Linia Berlin – Lehrte                |  |                                |
| Berlin Hauptbahnhof                  |  | Berlin-Stresow                 |